# Sonia Natale
Sonia Luján Natale é uma matemática argentina, especialista em álgebra abstrata. É professora de matemática da Universidade Nacional de Córdoba, onde obteve um doutorado em 1999, e pesquisadora do Consejo Nacional de Investigaciones Científicas y Técnicas (Argentina).
Foi palestrante convidada do Congresso Internacional de Matemáticos no Rio de Janeiro (2018: On the classification of fusion categories).